# Social Distortion (album)
Social Distortion è il terzo album della omonima band californiana, pubblicato nel 1990. È universalmente riconosciuto come il loro capolavoro contenente i loro brani più conosciuti: Ball and Chain e Story of My Life.

## Tracklist
1. So Far Away – 3:37
2. Let It Be Me – 4:16
3. Story of My Life – 5:48
4. Sick Boys – 3:19
5. Ring of Fire (cover Johnny Cash) – 3:51
6. Ball and Chain – 5:44
7. It Coulda Been Me – 3:52
8. She's a Knockout – 3:52
9. A Place in My Heart – 3:15
10. Drug Train – 3:42

## Formazione
- Mike Ness – chitarra e voce
- Dennis Danell – chitarra
- John Maurer – basso
- Christopher Reece – batteria